# まんがタイムジャンボ
『まんがタイムジャンボ』は、かつて芳文社から発行されていた4コマ誌（4コマ漫画専門雑誌）である。青年向けと萌え系4コマ誌の折衷タイプに分類される。創刊号は1995年5月号（1995年4月12日発売）だが、これ以前にも1990年代初頭から『まんがタイム増刊』として発行されていた（詳細不明）。2005年4月号までは原則として毎月12日に発売され、いったん、2005年5月号から原則毎月4日に発売日が変更されていたが、2011年8月号からは再び原則として毎月12日に発売されている（ただし、地域によっては発売日が異なることがある）。B5版、無線綴じであったが、2006年9月号より中綴じになる。
2018年3月12日発売の266号（2018年4月号）をもって休刊した。

## 特徴・内容の傾向
それまで中高年、ファミリー層が中心であった4コマ漫画読者層の新規開拓を図り、若い世代の取り込みを狙った新しい4コマ誌として創刊された。おもな作家陣もターゲットとなる読者の年齢層に合わせて新人・若手を中心とした作家陣で構成されているため、他の系列誌と比べて4コマ漫画業界のトレンドが誌面に強く現れやすいという特徴がある。1990年代後半から2000年代前半においては女性作家のデビューや少女漫画から転向した作家が多い時期であったため、女性向け4コマ誌の色合いが強い誌面であった。その後、2000年代中盤から後半にかけて4コマ漫画業界の流行が次第に萌え系に流れていったことから、2000年代後期以降は萌え4コマが誌面の多くを占める状況となっている。
1998年2月号から2000年10月号まで「新人4コマ鑑定団」を行っていた。これは毎月2 - 3名の新人作家の作品を載せ、アンケートハガキでの読者選考の勝者に短期連載権を与えるというものである。本企画を経た作家には、関根亮子、ぽわそん・だぶりる、大乃元初奈、鈴木ぺんた、師走冬子、弓長九天、ナントカ、井上トモコ、渡辺志保梨、いでえいじ、海藍、栗川明子などがいる。その後も「新人王キャラバン」や「新・4コマ鑑定団」とシステムなどを変更しながら、現在は読者がNo.1を選ぶことから「読選グランプリ」（通称：D1グランプリ）の名称で、2005年11月号より継続されている。
2003年12月号においては、“リニューアル”と称して連載作品の大幅な入れ替え（廃刊となった『まんがタイムポップ』からの転籍を含む）が行われた。これを転機として連載作品の入れ替えの頻度が増し、新作が比較的連載化しやすくなった反面、既存作品の“生き残り”が厳しくなる傾向にある。前述の通り近年では大半の新人・若手作家の作風が『まんがタイムきらら』系に掲載されている作品と同様のものとなっており、その結果萌え系4コマ誌化がさらに進行しているなど『きらら』系との区別が曖昧化している傾向にあるが、『きらら』系よりやや高い年齢層の読者をターゲットとしているため、学園ものだけでなくおもな登場人物が社会人である作品も比較的多いといったところに相違点が見られる。
また『きらら』系が創刊当初こそファミリー向け4コマの要素をベースとしていたものの、発行が進むにつれてファミリー4コマの要素は姿を消して行き、コア層読者やライトノベルに馴染みのある低年齢読者向けの4コマ誌へと変化を遂げて行ったことから、現在では創刊当初の『きらら』系のおもな購読者であった30代前後の男性読者層をターゲットとしたポジションを『ジャンボ』などが穴を埋める形で受け持っている。読者プレゼントの賞品は同誌のオリジナルキャラクターグッズや、作家のサイン入り単行本などの比率が高くなっている。

## 休刊時に連載されていたおもな作品
（連載期間の長い順）
- おねがい朝倉さん（大乃元初奈、1999年12月号 - 2018年4月号）（※1999年9月号『新人4コマ鑑定団』掲載作）※まんがタイムに移籍[3]
- レーカン!（瀬田ヒナコ、2010年3月号 - 2018年4月号）※まんがタイムに移籍[3]
- けいさつのおにーさん（からけみ、2014年10月号（10月号はゲスト掲載） - 2018年4月号）※まんがホームでの連載は継続。[3]
- おやすみモーニング（井上トモコ、2015年7月号 - 2018年4月号、ゲスト連載）
- おにいちゃんと呼ばないで（桐原小鳥、2017年7月号（2017年4月号はゲスト連載） - 2018年4月号）※まんがタイムスペシャルに移籍[3]
- 人気マンガ家になるための15の法則（津々巳あや、2017年8月号 - 2018年4月号）※コミックウォーカーに移籍連載[4]
- もんもん（熊野みみ）
- 江戸の蔦屋さん（桐丸ゆい）※最終回二本立て、2018年5月号のまんがタイムにゲスト掲載
- 大漁ガールズ（神堂あらし、2016年3月号 - ）
- 銭湯の女神さま（えのきづ）※まんがタイムに移籍[3]
- 偏食女子は恋でおなかを満たしたい（野澤ゆき子）※まんがタイムスペシャルに移籍した後、完結。
- 中の人に恋をしました。（鈴音ことら）
- 雀娘。（みさき樹里）
- 花と蝶子の戦国めし（火ノ鹿たもん）
- はるとごーすと（和乃なつめ）
- あの日の海と16歳の夏休み（川泉ポメ）※まんがタイムスペシャルに移籍した後、完結[3]。
- モンスターだってうまい飯がたべたい！（ぼく）※まんがタイムに移籍[3]
- みんなで給食！（はらだなおみ）
- 姫神様は半人前（間口まき）
- おひとり女子高生が憑依されました（トイシキ）
- 乙女たちの花筋（都築真澄）
- 苦い珈琲はお好きですか？（オオトリキノト）

## 長期休載中の主な作品
- あかるい夫婦計画（井上トモコ、2001年4月号 - 2006年2月より休載中）

## 過去に連載されていたおもな作品
連載開始号の古い順。※ゲスト扱いであっても、複数号にわたって掲載されたものはここに含む。

### 初掲載年不明・あ行
- あさかぜ君（田中しょう、 xxxx年x月号 - xxxx年x月号）（※多数誌に並行連載）
- あにゃんがポン（かわばたひろみ、xxxx年x月号 - 2000年x月号）（※『まんがタイムオリジナル』にて並行連載）
- おじ虫さん（吉本どんど、xxxx年x月号 - 1998年x月号）
- おちゃらけカップル（高野アンジェリカ、xxxx年x月号 - 2000年x月号）
- おてんばチカちゃん（かわだかずこ、xxxx年x月号 - 1999年x月号）
- おヨメちゃん→おヨメちゃんのなんでも入門（田代しんたろう、xxxx年x月号 - 2000年x月号）

### 初掲載年不明・か行
- 家族な人びと（大西哲也、xxxx年x月号 - 1997年x月号）（※『まんがタイムファミリー』『まんがタイムオリジナル』にて並行連載）
- かつあげ君（平ひさし、xxxx年x月号 - 1997年x月号）（※『まんがタイム』『まんがタイムオリジナル』にて並行連載）
- キリキリマイコちゃん（さいわい徹、xxxx年x月号 - 1997年x月号）
- 子どもの世界（さのまこと、xxxx年x月号 - 1997年x月号）

### 初掲載年不明・さ行
- さよちゃんシリーズ（窪田まり子、xxxx年x月号 - 2003年4月号）（※多数誌に並行連載）
- 素顔のままで（めで鯛、xxxx年x月号 - xxxx年x月号）
- すかたん課長（原口かずや、xxxx年x月号 - 2000年x月号）
- すずめちゃん（かまちよしろう、xxxx年x月号 - 2000年x月号）

### 初掲載年不明・た行
- ツボミちゃん（若山拳、xxxx年x月号 - 1999年x月号）
- どすこいまるみさん（沖田まこ、xxxx年x月号 - 1999年x月号）
- とりたてのきのこちゃん（森みちこ、xxxx年x月号 - 1997年x月号）
- とんち君（松田まさお、xxxx年x月号 - xxxx年x月号）

### 初掲載年不明・は-ま行
- ぱたぱたママ（あづま峯子、xxxx年x月号 - 1998年x月号）
- 初恋メモリー（赤座ひではる、xxxx年x月号 - 1998年x月号）
- はるかちゃんハイ!（田村真、xxxx年x月号 - 1997年x月号）
- ひなたちゃん（えびすまるほ、xxxx年x月号 - 1997年x月号）
- 真由ちゃんの成長日記（北風智子、xxxx年x月号 - 1997年x月号）
- ママおなかすいた!!（やまだ三平、xxxx年x月号 - 1998年x月号）
- 私はまりん（しばたひさこ、xxxx年x月号 - 1997年x月号）

### 1990年代初掲載
- エン女医あきら先生（水城まさひと、1995年1月号 - 2008年3月号）（※2008年4月号 - 2008年11月号に「エン女医あきら先生フォーエバー」として一部再掲）
- はるなちゃん参上!（秋吉由美子、1995年1月号 - 2001年6月号）（※『まんがタイム』『まんがタイムファミリー』にて並行連載）
- ぼくんちのアイドルひろみちゃん（なりゆきわかこ、1995年5月号 - 2003年11月号）（※多数誌に並行連載）
- しあわせてんこもり（いわみせいじ、1996年x月号 - 1998年x月号）
- 達観さん（堀田かつひこ、1996年x月号 - 2000年x月号）
- デンジャラスな彼女（おーはしるい、1996年x月号 - 1997年x月号）
- ミス&ミセス（南ひろこ、1996年x月号 - 1998年x月号）
- おーえる物語（北風智子、1997年x月号 - 1999年x月号）
- おねいちゃんと一緒♥（新田にに子、1997年x月号 - xxxx年x月号）（※「天使くん」スピンオフ作品）
- 今日もいい天気!（田村真→田村まこと、1997年x月号 - 2001年x月号）
- TSUBOMI〜つぼみ（森村あおい、1997年x月号 - 1999年x月号）
- ハイテンションプリーズ（野中のばら、1997年x月号 - 2000年x月号）
- ハッピーママ（東城はるか、1997年x月号 - 1999年x月号）
- 東の国から西の国から（てらかわよしこ、1997年x月号 - 2000年x月号）
- まっちゅとタッグ（えびすまるほ、1997年x月号 - 2001年x月号）
- まんが歳時記→まんが歳時食記（さのまこと、1997年x月号 - 2001年x月号）
- みるくの時間（田中みなこ、1997年x月号 - 2000年x月号）
- 夫婦な生活（萩原みゆき→おーはしるい、1997年8月号 - 2004年7月号）（※ストーリー形式）
- 愛犬うめのはな（南ひろこ、1998年x月号 - 2001年x月号）
- TAROくんのこころ（やまだ三平、1998年x月号 - xxxx年x月号）
- メールお待ちしていまぁーす!!（中野きゆ美、1998年x月号 - 2000年x月号）
- ワイルドカルテット（藤島亮、1998年x月号 - 2000年x月号）
- アシタのアタシ（丹沢恵、1998年7月号 - 2000年x月号）
- 青島くんが行く!!（あらい太朗、1999年x月号 - xxxx年x月号）
- こっこさん（こうの史代、1999年6月号 - 2001年1月号）
- 宅配便で〜す!（ふぢたしょうこ、1999年x月号 - 2003年11月号）
- でんせつのこだまさん（ぽわそん・だぶりる、1999年x月号 - 2001年x月号）
- 三浦家の日常（大沢たけし、1999年x月号 - 2004年3月号）
- ソーセージ☆ま〜ち（関根亮子、1999年3月号 - 2004年1月号）
- ただいま勤務中（辻灯子、1999年6月号 - 2003年10月号）

### 2000年代前半初掲載
- えびすさんち（森田フミゾー、2000年x月号 - xxxx年x月号）
- 新釈ファンタジー絵巻（ナントカ、2000年x月号 - 2007年6月号）
- 紅子プラスワン（こだま学、2000年x月号 - 2002年x月号）
- ポリアンヌ学園男子校（森村あおい、2000年x月号 - 2002年x月号）
- 若女将・夏菜（東城ミキオ、2000年x月号 - xxxx年x月号）
- ひまじん（重野なおき、2000年8月号 - 2009年10月号）（※休載を挟んで『まんがタイム』に移籍）
- ダブル★スター（湯川かおる、2001年x月号 - 2003年11月号）（※ストーリー形式）
- うちの母親待ったなし（秋吉由美子、2001年7月号 - 2005年4月号）（※『まんがホーム』にて並行連載）
- あおいちゃんとヤマトくん（師走冬子、2001年7月号 - 2010年11月号）
- ななみまっしぐら（みやさかたかし、2001年9月号 - 2008年3月号）
- カフェで会いましょう（奥谷かひろ、2001年10月号 - 2004年12月号）
- 他人どんぶり（秦泉寺こまき、2001年11月号 - 2004年9月号）
- さゆリン（弓長九天、2002年7月号 - 2007年8月号）
- ママはトラブル標準装備!（海藍、2002年8月号 - 2003年12月号）
- リカってば!（長谷川スズ、2002年12月号 - 2008年3月号）（※休載を挟んで『まんがタイムラブリー』に移籍、ストーリー形式）
- 大人ですよ?（渡辺志保梨、2003年6月号（6月号はゲスト） - 2003年11月号）
- たびびと（重野なおき、2003年12月号 - 2004年8月号）（※並行連載していた『まんがタイム』に一本化、終了）
- ごちゃまぜMy Sister（渡辺志保梨、2003年12月号 - 2010年2月号）
- 虹色占い師（辻灯子、2004年1月号 - 2005年4月号）
- エンジェルお悩み相談所（水上悟志、2004年x号 - 2006年x号）（隔月掲載）（※ストーリー形式）
- ボクの社長サマ（あろひろし、2004年3月号 - 2013年1月号）
- 気分は上々（奈々緒舞流、2004年4月号 - 2010年5月号）
- まりん♥かりん（片桐みすず、2004年5月号 - 2006年12月号）
- Boy'sたいむ（藤凪かおる、2004年9月号 - 2010年8月号）
- 花と泳ぐ（口八丁ぐりぐら、2004年10月号 - 2008年12月号）

### 2000年代後半初掲載
- Moreべたーふれんず（辻灯子、2005年5月号 - 2006年11月号）
- パティシエール!（野広実由、2005年6月号 - 2010年3月号）（※2008年9月号 - 2010年3月号「ダブルパティシエール!」）
- 天使な小悪魔（芳原のぞみ、2005年7月号 - 2010年12月号）（※並行していた『まんがタイムラブリー』での連載と統合後『まんがタイムオリジナル』に移籍、その後2011年5月号にゲスト掲載）
- ハッピーカムカム（かたぎりあつこ、2005年9月号 - 2009年10月号）
- いなかのがっこう。（栗川明子、2006年1月号（1 - 3月号はゲスト連載） - 2007年4月号）
- ダマされて巫女（真田ぽーりん、2006年6月号 - 2009年12月号）
- 先生はお兄ちゃん。（テンヤ、2007年1月号 - 2010年2月号）（※2006年8、10 - 12月号D1連載を経て『まんがタイムラブリー』にて並行連載）
- ただいま勉強中（辻灯子、2007年1月号 - 2010年2月号）
- ひかるファンファーレ（田川ちょこ、2007年4月号（4 - 6月号はゲスト連載） - 2010年4月号）
- 手のり魔王（柚月もなか、2007年4月号（4月号 - 2008年3月号はゲスト連載） - 2010年2月号）
- 白衣とリボン（荻野眞弓、2007年5月号 - 2009年8月号）（※『まんがタイムラブリー』に転籍、2006年9月号、2007年1月号ゲスト、2007年9月号 - 2008年5月号休載）
- 子うさぎ月暦（ナントカ、2007年7月号 - 2010年3月号）
- ふたりぐらし（三好ハツミ、2008年1月号 - 同年8月号）
- 僕がココで働く理由（藤城ショーコ、2008年4月号 - 7月号、9月号、10月号、12月号、2009年2月号）（※ゲスト扱いのまま終了）
- 三日月すぱいす（ろくさぶろう、2008年5、8-11月号D-1連載、2009年4月号）
- コミカプ（後藤羽矢子、2008年4 - 6月号ゲスト、8月号 - 2011年1月号）
- なのはなフラワーズ（青木俊直、2008年10月号 - 2010年5月号）（ストーリー形式、2008年7月号ゲスト、2009年9月号以後奇数月号の隔月連載）
- ぼくらは魔法が使えない（ゴンドウケンジ、2008年12月号 - 2009年5月号、7月号、9月号 - 2010年1月号）（※ゲスト扱いのまま終了）
- ちょー!えど幕末伝（みずなともみ、2009年2月号ゲスト、4月号 - 2010年2月号）
- ますたぁDOG（みやさかたかし、2008年5月号 - 2009年10月号）
- 江戸川スイートエージェンシー（弓長九天、2009年2月号 - 2012年11月号）（※2008年6、8、10月号にストーリー形式でゲスト）
- あつむトイタウン（水城まさひと、2008年12月号 - 2009年9月号）（『まんがタイムスペシャル』に転籍）
- 乙姫各駅散歩（矢直ちなみ、2009年4月号 - 2009年8月号）（※『まんがタイムラブリー』より転籍）
- 俺の部屋にはウサギが居る（とんぶ、2009年7月号 - 2010年1月号）（※ゲスト扱いのまま終了）
- 笑って!外村さん（水森みなも、2009年8 - 10月号、12月号、2013年7月号より2014年7月号までほぼ隔月ペースで掲載）（※ゲスト扱い、『まんがタイムスペシャル』に転籍して同誌2010年2月号より連載開始。2013年5月号に『サチウス』とのコラボレーション漫画『笑って!サチウス』掲載）
- アイスボーイズ!（ささきみき、2009年9 - 10月号、12月号 - 2011年4月号）（※ゲスト扱いのまま終了）
- 秘書メロ♪（松嶋でぇご、2009年9月号（9月号はゲスト） - 2012年4月号）
- みちるダイナマイト!（楠見らんま、2009年10月号（10月号はゲスト） - 2010年6月号）
- ちょいのり。（猫間ことみつ、2009年9、11月号ゲスト、12月号 - 2010年12月号）
- 太陽くんの受難（みなづき忍、2009年11月号 - 2010年2月号ゲスト、4月号 - 2012年8月号）
- 中2限定!?ガールズトーク（坂巻あきむ、2009年11月号ゲスト、2010年1月号 - 2012年10月号）
- パドラーズハイ（水屋杏里、2009年11月号ゲスト、2010年1月号 - 2011年5月号）
- じょしもん（重野なおき、2009年12月号 - 2014年6月号）

### 2010年代前半初掲載
- あまぞねす?（早野りんた、2010年2月号 - 2011年4月号）
- 剣道ガール - 剣花輪舞抄 -（かぼちゃ、2010年2月号 - 同年10月号）（※ゲスト扱いのまま終了）
- でり研（ひらふみ、2010年2月号 - 2013年4月号）（2013年6月号に「特別編」掲載）
- ひめとりものがたり（かわちりえこ、2010年3月号（3 - 6月号はゲスト連載） - 2012年9月号）
- すいーとプロミス（渡辺志保梨、2010年3月号ゲスト、5月号 - 2011年8月号）
- ナイショのひめねこ倶楽部（きむる、 2010年4月号 - 2011年4月号）（※ゲスト扱いのまま終了）
- 宇宙猫娘団（雨水りんの、2010年5月号（5 - 8月号はゲスト連載） - 2011年7月号）
- 交換留学生ルーシー!（如月慎一、2010年5月号（5 - 8月号はゲスト連載） - 2011年8月号）
- アニモー（黒八、2010年7月号（7 - 10月号はゲスト連載） - 2011年9月号）
- 天文むすめ（高内優向、2010年7月号（7 - 10月号はゲスト連載） - 2012年4月号）
- はなな大増刷!!（あおなまさお、2010年7月号（7 - 9月号はゲスト連載） - 2012年9月号）
- 輝け☆星の川高校自由形（幸宮チノ、2010年11月号（11 - 2011年1月号はゲスト連載） - 2012年4月号）
- あゆみさんは心配性（ミナモ、2010年12月号、2011年2月号 - 5月号、7月号 - 12月号、2012年3月号）（※ゲスト扱いのまま終了）
- あねざかり（藤凪かおる、2011年1月号 - 2014年8月号）（※『まんがタイムラブリー』より移籍）
- 9時5時モンスター（梨尾、2011年1月号 - 3月号、5月号、7月号 - 10月号、2012年1月号）（※ゲスト扱いのまま終了）
- ボクん家の隣の芝が甘い理由（桐原小鳥、2011年1月号 - 2011年8月号）（※ゲスト扱いのまま終了）
- 桜乃さん迷走中!（えのきづ、2011年3月号（3 - 5月号はゲスト連載） - 2014年7月号）
- 炊飯器少女コメコ（うず、2011年6月号（6 - 8月号はゲスト連載） - 2013年6月号）（※『まんがホーム』との並行連載期間あり）
- 花の任侠物語・しずか（火ノ鹿たもん、2011年6 - 11月号ゲスト『花の任侠物語』を改題、2012年1月号 - 2015年1月号）
- ちっこいんちょ（トイシキ、2011年9月号（9月号 - 2012年1月号はゲスト連載） - 2014年8月号）（※ゲスト掲載1回目は「豊田アキヒロ」名義）
- サチウス（水森みなも、2011年10月号（10 - 11月号はゲスト連載） - 2013年3月号）（※2013年5月号に『笑って!外村さん』とのコラボレーション漫画『笑って!サチウス』掲載）
- 半透明勤務 薄井さん（来瀬ナオ、2011年2月号（2 - 4月号はゲスト連載） - 2013年4月号）
- 先生だって嘘をつく。（にょりこ、2011年6月号（6 - 8月号はゲスト連載） - 2013年8月号）（2013年9月号に「特別編」掲載）
- かみおとめ（桐原小鳥、2011年9月号（9 - 11月号はゲスト連載） - 2013年10月号）（2013年11月号 - 12月号に「特別編」掲載）
- 時代はメグルちゃん（雨水りんの、2011年9月号（9 - 11月号はゲスト連載） - 2014年4月号）
- 乙女ほるもん（津々巳あや、2012年1月号（1 - 3月号はゲスト連載） - 2014年3月号）
- マネーちゃんず（今豊太郎、2012年5月号 - 2014年4月号）（※2 - 4月号ゲスト『お金さまのつぶやき』を改題、『まんがホーム』2012年2月号から2013年1月号まで、読者投稿コーナー「HOTしませんか？」に1本ずつ掲載）
- ラン様の放課後遊戯（とく村長、2012年2月号（2 - 4月号はゲスト連載） - 2014年6月号）（2014年7月号に「特別編」掲載）
- 凪くんの不運な棚ぼた（かわのゆうすけ、2012年10月号 - 2014年12月号）（※6 - 8月号ゲスト『福厄いっぺん!』を改題）
- 日下部くんanother（神堂あらし、2012年9月号 - 2013年6月号）（※ゲスト扱いのまま終了）
- テイクアウト!（枕辺しょーま、2012年11月号 - 2014年3月号）（※ゲスト扱いのまま終了、チャレンジ! 新人道場2012年9月号掲載作）
- ひなこの恋の咲かせかた!（かわちりえこ、2013年1月号 - 6月号）（※ゲスト扱いのまま終了）
- 妖こそ!うつつの分校（あろひろし、2013年2月号（2 - 5月号はゲスト連載） - 2015年8月号）（※『まんがタイムファミリー』との並行連載期間あり）
- おとぎのシソン（春夏アキト、2013年5月号（5 - 8月号はゲスト連載） - 2014年7月号）
- お隣さんゲーム（神堂あらし、2013年7月号（7月号 - 2014年4月号はゲスト連載） - 2015年9月号）
- びあ充!（イセダイチケン、2013年7月号（7 - 12月号はゲスト連載） - 2014年12月号）（※単行本は一迅社より単巻で刊行、イセケヌ名義）
- 僕のロイヤルなメイドさま（天然鰤、2013年7月号 - 2014年3月号）（※ゲスト扱いのまま終了）
- ひみつのマンガ道!（三宅あきた、2013年8月号 - 2014年1月号）（※ゲスト扱いのまま終了）
- 事件です! シャーロッ子さま（あづま笙子、2014年7月号 - 2015年6月号）（2013年8月号 - 2014年6月号ゲスト『ほのかミステリーノート』を改題）
- オンエア（浅木胡逸、2013年10月号 - 2014年4月号）（※ゲスト扱いのまま終了）
- ヒゲとセーラー（桐原小鳥、2014年4月号 - 2017年2月号）（※1 - 3月号ゲスト『ふたりぐらし』を改題）
- きつねとパンケーキ（遠山えま、2014年4月号 - 2018年2月号）（※ストーリー形式）
- タヒチガール（吉村佳、原作：あおしまたかし、2014年5月号 - ）（※ストーリー形式）
- 人魚嬢ルリ（おーみや、2014年7月号（7 - 9月号はゲスト連載） - 2015年9月号）
- メイちゃん大逆転!（とく村長、2014年8月号 - 2015年1月号）（※ゲスト扱いのまま終了）
- ナデシコ!（えのきづ、2014年8月号 - ）
- 終活女子高生（津々巳あや、2014年8月号（8 - 10月号はゲスト連載） - ）
- でっかいんちょ（トイシキ、2014年9月号（9 - 11月号はゲスト連載） - ）
- 保健室のつむりさん（水森みなも、2014年10月号（10 - 12月号はゲスト連載） - ）
- 最後から二番目の神様（火ノ鹿たもん、2015年2月号（2 - 4月号はゲスト連載） - 2016年2月号）
- オーマイガール!（ひよりみ、2015年5月号 - 10月号）（※ゲスト扱いのまま終了）
- 科目の数だけ恋してる!（しまぷ、2015年7月号 - 11月号、ゲスト連載）
- カワイイお兄ちゃんは正義!?（かるにん、2015年10月号 - 2016年3月号 ）（※ゲスト扱いのまま終了）
- ペンタブと戦車（坂木原レム、2015年12月号 - ）（※ストーリー形式）

### 2010年代後半初掲載
- 寄席ばいいのに（一色美穂、2016年2月号 - 2017年3月号）（※2017年1月号以降、「ギャルが落語家に恋したら」に改題[5]）

## 表紙の変遷
4コマ誌においては、他のジャンルの漫画雑誌と異なり、表紙イラストが1名の作家によって複数月連続して担当される、という特徴があった。現在では単行本発売や新規連載開始、ゲストを中心に他の作家のイラストも掲載されているが、中心は1名の作家のイラストであることが多い（本誌も同様）。ここでは、本誌の表紙イラストを担当していた作家・作品と、その担当していた期間を記す。
1. 田中しょう（あさかぜ君）（xxxx年x月号 - xxxx年x月号）
2. 丹沢恵（アシタのアタシ ）（xxxx年x月号 - xxxx年x月号）
3. 水城まさひと（エン女医あきら先生）（xxxx年x月号 - xxxx年x月号）
4. 秋吉由美子（はるなちゃん参上!→うちの母親待ったなし!）（xxxx年x月号 - 2003年3月号）
5. 大乃元初奈（おねがい朝倉さん）（2003年4月号 - 2003年9月号）
6. 師走冬子（あおいちゃんとヤマトくん）（2003年10月号 - 2003年11月号）
7. 大乃元初奈（おねがい朝倉さん）（2003年12月号 - 2009年12月号）
8. 重野なおき（じょしもん）（2010年1月号 - 2011年7月号、9月号 - 2012年1月号、3月号 - 4月号、6月号 - 8月号）（※2011年4月号は瀬田ヒナコ（レーカン!）との合同表紙）
9. 瀬田ヒナコ（レーカン!）（2011年4月号（重野なおき（じょしもん）との合同表紙）、2011年8月号、2012年2月号、9月号 - 現在）（※2015年11月号はからけみ（けいさつのおにーさん）との合同表紙）
10. うず（炊飯器少女コメコ）（2012年5月号）
11. からけみ（けいさつのおにーさん）（2015年11月号）（※瀬田ヒナコ（レーカン!）との合同表紙）